# Koszmosz–1412
A Kozmosz–1412 (cirill betűkkel: Космос–1412) a szovjet Legenda globális tengeri felderítő és célmegjelölő rendszer 1967–1988 között indított USZ–A típusú aktív radarfelderítő műholdjainak egyike volt.

## Küldetés
A szovjet Legenda (oroszul: Легенда) tengeri felderítő rendszerhez készült USZ–A típusú, aktív radarberendezéssel felszerelt felderítő műhold.  A műholdba a BESZ–5 Buk nukleáris termoelektromos generátort építették. Célja a hadihajók (polgári hajók) mozgásának figyelemmel kísérése. A Koszmosz–1402 programját folytatta.

## Jellemzői
1982. augusztus 30-án a bajkonuri űrrepülőtér indítóállomásról egy Ciklon-2A hordozórakétával juttatták Föld körüli, közeli körpályára. Az orbitális egység alappályája 89,6 perces, 65 fokos hajlásszögű, elliptikus pálya perigeuma 249 kilométer, apogeuma 263 kilométer volt. Hasznos tömege 3800 kilogramm. Az űregység orbitális pályáját 14 alkalommal korrigálták (utoljára 2010-ben), biztosítva a közel körpályás haladási magasságot. Felépítése hengeres, átmérője 1.3 méter, magassága 10 méter. A sorozat felépítését, szerkezetét, alapvető fedélzeti rendszereit tekintve egységesített, szabványosított űreszköz.
1982. november 10-én az orbitális egység pályáját 103,91 perces, 64,81 fokos hajlásszögű, elliptikus pálya perigeumát 911 kilométerre, apogeumát 976 kilométerre emelték.
Szolgálati idejének vége ismeretlen.